# Кіта Моріо
Моріо Кіта (яп. 杜夫 北) — псевдонім Сокіші Сайто (яп. 斎藤 宗吉, 1 травня 1927 — 24 жовтня 2011 року) — японський прозаїк, есеїст, і психіатр.
Кіта навчався у школі Азабу, Вищій школі Мацумото (тепер частина університету Сінсю) та закінчив школу медицини Університету Тохоку. Спочатку працював лікарем у лікарні університету Кейо. Бувши мотивованим колекцією батькових віршів і книгою німецького письменника Томаса Манна, вирішив стати письменником. Був другим сином поета Сайто Мокіши. Сіґета Сайто, його старший брат, теж психіатр. Есеїст Юка Сайто — його дочка.
Страждав біполярним афективним розладом з середнього віку.

## Нагороди
- 1960: Премія Акутагава за роман «В кутку ночі та туману», який бере свою назву від Нахт унд Небель, нацистської кампанії з ліквідації євреїв, душевнохворих та інших меншин. Роман зачіпає морально скрутне становище працівників у німецькій психіатричної лікарні в останні роки Другої світової війни. Стикаються з вимогами СС, що найважчі хворі будуть відділені для транспортування в спеціальний табір, де очевидно, що вони будуть усунені, тим більше морально свідомі лікарі роблять відчайдушні зусилля, щоб захистити пацієнтів, кинувши виклик владі. Паралельна тема — особиста трагедія молодого японського дослідника пов'язана з психдиспансером, чия шизофренія викликана зникненням його половини — єврейської дружини. (Shinchosha Co., Morio Kita — 'In the Corner of Night and Fog' and other stories, 2011 ed.)